# Duplicate Cleaner
Duplicate Cleaner — бесплатная утилита для операционной системы Microsoft Windows, которая предназначена для поиска и удаления одинаковых файлов в системе.

## Описание
Утилита Duplicate Cleaner обладает встроенным мастером, который позволяет произвести углублённый поиск в системе на наличие дубликатов всех типов файлов, таких, как аудио/видео/фото или текстовые файлы, а также файлы популярного офисного пакета Microsoft Office, включая документы Word/Excel, презентации PowerPoint и другие. В мастере программы присутствуют различные фильтры поиска, к примеру, поиск по названию, тегам или расширению файла. Для того, чтобы Duplicate Cleaner производил сканирование системы с молниеносной скоростью, а также точностью сравнения дубликатов, используется алгоритм MD5 Hash (в довесок, Duplicate Cleaner имеет поддержку других алгоритмов — Byte-to-Byte, SHA-1 и SHA-256).
Программа Duplicate Cleaner позволяет работать по сети, позволяя искать дубликаты не только на локальных, но и на сетевых дисках.

## Возможности[1]
- Простой в использовании интерфейс.
- Поддержка сохранения log-журнала всех произведённых операций в файл.
- Функция выбора любого каталога для сканирования.
- Экспорт/импорт результатов в формат CSV.
- Поиск внутри Zip-файлов.
- Файлы могут быть скопированы, переименованы, удалены в корзину или перемещены в архив в другой каталог.
- Гибкие параметры поиска.
- Окно предварительного просмотра изображения.
- Поддержка нескольких языков.